# Vòng loại Giải vô địch bóng đá nữ châu Âu 2013 - Bảng 6
Vòng loại Giải vô địch bóng đá nữ châu Âu 2013 - Bảng 6 bao gồm năm đội tuyển thi đấu. Hà Lan vượt qua vòng loại với tư cách đội nhì xuất sắc nhất.

## Xếp hạng
|  | Đội giành vé dự Giải vô địch bóng đá nữ châu Âu 2013 |

| Đội      | Tr | T | H | B | BT | BB | HS  | Đ  |
| -------- | -- | - | - | - | -- | -- | --- | -- |
| Anh      | 8  | 6 | 2 | 0 | 22 | 2  | +20 | 20 |
| Hà Lan   | 8  | 6 | 1 | 1 | 20 | 2  | +18 | 19 |
| Serbia   | 8  | 4 | 1 | 3 | 15 | 18 | −3  | 13 |
| Slovenia | 8  | 1 | 1 | 6 | 6  | 21 | −15 | 4  |
| Croatia  | 8  | 0 | 1 | 7 | 6  | 26 | −20 | 1  |

## Kết quả
Giờ thi đấu là UTC+2.
| Serbia                         | 2 – 2    | Anh                           |
| ------------------------------ | -------- | ----------------------------- |
| Podovac 55' · Smiljković 90+4' | Chi tiết | Yankey 6' · Slović 19' (l.n.) |

| Hà Lan                                                        | 6 – 0    | Serbia |
| ------------------------------------------------------------- | -------- | ------ |
| Melis 1', 71', 78', 90+3' · van den Berg 65' · Hoogendijk 77' | Chi tiết |        |

| Anh                                                | 4 – 0    | Slovenia |
| -------------------------------------------------- | -------- | -------- |
| Yankey 1' · White 5' · Houghton 56' · Williams 88' | Chi tiết |          |

| Croatia | 0 – 3    | Hà Lan                                |
| ------- | -------- | ------------------------------------- |
|         | Chi tiết | Melis 50' · van de Ven 52' · Smit 72' |

| Slovenia               | 1 – 2    | Serbia                         |
| ---------------------- | -------- | ------------------------------ |
| Stojkanović 75' (l.n.) | Chi tiết | Smiljković 8' · Sretenović 73' |

| Croatia                               | 3 – 3    | Slovenia                                     |
| ------------------------------------- | -------- | -------------------------------------------- |
| Juko 56' · Glavać 90+2' · Lojna 90+5' | Chi tiết | Scurich 20' (l.n.) · Vrabel 54' · Žganec 66' |

| Hà Lan | 0 – 0    | Anh |
| ------ | -------- | --- |
|        | Chi tiết |     |

| Serbia                                                      | 4 – 2    | Croatia        |
| ----------------------------------------------------------- | -------- | -------------- |
| Sretenović 45+2' · Radojičić 51', 71' · Podovac 75' (ph.đ.) | Chi tiết | Kolar 27', 79' |

| Slovenia | 0 – 2    | Hà Lan                         |
| -------- | -------- | ------------------------------ |
|          | Chi tiết | van de Ven 31' · de Ridder 90' |

| Anh                    | 2 – 0    | Serbia |
| ---------------------- | -------- | ------ |
| Clarke 41' · White 51' | Chi tiết |        |

| Hà Lan                    | 2 – 0    | Croatia |
| ------------------------- | -------- | ------- |
| de Ridder 7' · Spitse 13' | Chi tiết |         |

| Croatia | 0 – 6    | Anh                                                                  |
| ------- | -------- | -------------------------------------------------------------------- |
|         | Chi tiết | Williams 4' · Clarke 15' · Unitt 18' · White 35' · Houghton 45', 68' |

| Hà Lan                                 | 3 – 1    | Slovenia |
| -------------------------------------- | -------- | -------- |
| Heuver 8' · van de Ven 70' · Melis 81' | Chi tiết | Zver 31' |

| Croatia   | 1 – 4    | Serbia                                                          |
| --------- | -------- | --------------------------------------------------------------- |
| Šalek 67' | Chi tiết | Smiljković 40' · Slović 43' · Radojičić 47' · Pešić 71' (ph.đ.) |

| Anh        | 1 – 0    | Hà Lan |
| ---------- | -------- | ------ |
| Yankey 67' | Chi tiết |        |

| Serbia | 0 – 4    | Hà Lan                                         |
| ------ | -------- | ---------------------------------------------- |
|        | Chi tiết | Melis 21', 41' · Martens 51' · van de Donk 58' |

| Slovenia | 0 – 4    | Anh                                        |
| -------- | -------- | ------------------------------------------ |
|          | Chi tiết | Scott 29', 34' · Carney 54' · Williams 85' |

| Slovenia  | 1 – 0    | Croatia |
| --------- | -------- | ------- |
| Eržen 19' | Chi tiết |         |

| Serbia                               | 3 – 0    | Slovenia |
| ------------------------------------ | -------- | -------- |
| Podovac 35' (ph.đ.), 79' · Nešić 52' | Chi tiết |          |

| Anh                                   | 3 – 0    | Croatia |
| ------------------------------------- | -------- | ------- |
| J. Scott 21' · Aluko 47' · Stoney 80' | Chi tiết |         |

## Cầu thủ ghi bàn
8 bàn
- Manon Melis

4 bàn
- Danka Podovac

3 bàn
| - Steph Houghton - Jill Scott - Ellen White | - Rachel Williams - Rachel Yankey - Kirsten van de Ven | - Marija Radojičić - Vesna Smiljković |

2 bàn
| - Jessica Clarke - Katarina Kolar | - Chantal de Ridder | - Jovana Sretenović |

1 bàn
| - Eniola Aluko - Karen Carney - Casey Stoney - Rachel Unitt - Petra Glavać - Dušanka Juko - Izabela Lojna - Martina Šalek | - Maayke Heuver - Anouk Hoogendijk - Lieke Martens - Sylvia Smit - Sherida Spitse - Daniëlle van de Donk - Mandy van den Berg | - Marina Nešić - Milena Pešić - Violeta Slović - Kaja Eržen - Tanja Vrabel - Urška Žganec - Mateja Zver |

Phản lưới nhà
| - Allison Scurich (gặp Slovenia) | - Violeta Slović (gặp Anh) | - Lidija Stojkanović (gặp Slovenia) |